# John Young (Politiker, 1930)
John Young (* 21. Dezember 1930 in Glasgow; † 3. November 2011) war ein schottischer Politiker und Mitglied der Conservative Party.

## Leben
Young besuchte die Hillhead High School und das College of Commerce. Anschließend studierte er an der Universität Glasgow. Young absolvierte dann zwischen 1949 und 1951 seinen Militärdienst bei der Royal Air Force und war danach im Wirtschaftsbereich tätig.

## Politischer Werdegang
Insgesamt war Young 35 Jahre lang ununterbrochen Mitglied des Glasgower Stadtrates. Hierbei leitete er zwischen 1977 und 1979 die Minderheitsregierung der Konservativen in Glasgow und war später mehrfach Oppositionsführer. Erstmals trat Young bei den Britischen Unterhauswahlen 1966 zu Wahlen auf nationaler Ebene an. In seinem Wahlkreis Rutherglen erhielt er aber nur die zweithöchste Stimmenanzahl und verpasste damit den Einzug in das Britische Unterhaus. Bei den Unterhauswahlen 1992 trat er im Wahlkreis Glasgow Cathcart an, erhielt jedoch abermals nicht das Direktmandat.
Bei den ersten Schottischen Parlamentswahlen im Jahre 1999 bewarb sich Young um das Direktmandat des Wahlkreises Eastwood, erhielt jedoch hinter der Labour-Kandidaten Kenneth Macintosh nur die zweithöchste Stimmenanzahl und verpasste damit das Direktmandat des Wahlkreises. Da Young aber auf den vorderen Rängen der Regionalwahlliste der Conservative Party für die Wahlregion West of Scotland gesetzt war, erhielt er infolge des Wahlergebnisses eines der beiden Listenmandaten für die Conservative Party in dieser Wahlregion und zog in das neugeschaffene Schottische Parlament ein. Hierbei war er nach Winnie Ewing der zweitälteste Parlamentarier dieser Legislaturperiode. Er fungierte als stellvertretender Parteisprecher für Verkehr und Umwelt. Zu den Schottischen Parlamentswahlen 2003 trat Young nicht mehr an.